# Tania Raymonde
Tania Raymonde, właśc. Tania Raymonde Helen Katz (ur. 22 marca 1988 w Los Angeles) – amerykańska aktorka.

## Życiorys
Jej debiutem była rola Cynthii Sanders w serialu Zwariowany świat Malcolma. Pojawiła się w pięciu odcinkach w latach 2001–2002. Wystąpiła także w roli Alex Rousseau w serialu Zagubieni. W 2006 koordynowała produkcję krótkiego filmu Cell Division. Jest autorką scenariusza do filmu i zdjęć.
W 2007 wystąpiła w teledysku Won't Go Home Without You grupy Maroon 5.

## Filmografia
- 2001: The Nightmare Room jako Beth (gościnnie)
- 2001–2002: Zwariowany świat Malcolma (Malcolm in the Middle)[1] jako Cynthia
- 2002: Children On Their Birthdays jako Lilly Jane Bobbitt
- 2003: Obrońca (The Guardian) jako córka Paula
- 2003: The O’Keefes jako Lauren O’Keefe
- 2006: Garage jako Bonnie Jean
- 2006: Kiss of the Sun jako Ileana
- 2006–2010: Zagubieni (Lost)[1] jako Alex
- 2007: Japan jako Mae
- 2007: Nietoperze: Krwawe Żniwa (Bats: Human Harvest) jako Samira
- 2008: Elsewhere jako Jillian
- 2008: The Other Side of the Tracks jako Amelia
- 2008: Chasing 3000 jako Kelly
- 2008: Still Wainting... jako Amber
- 2008: Foreign Exchange jako Anita Duante
- 2008: The Immaculate Conception of Little Dizzle jako Ethyl
- 2008–2009: Dowody zbrodni jako Frankie Rafferty
- 2009: Wild Cherry[1] jako Helen McNicol
- 2011: Dolina nieumarłych jako Carla Rinaldi
- 2012–2013: Switched at Birth jako Zarra
- 2013: Piła mechaniczna jako Nikki
- 2013: Mroczny sekret Jodi Arias jako Jodi Arias
- 2015–2016: Ostatni okręt jako Valerie Raymond
- 2016–2021: Goliath jako Brittany Gold
- 2020: Piekielna głębia 3 jako Emma Collins